# Campionati del mondo di ciclismo su strada 1935
I Campionati del mondo di ciclismo su strada 1935 si disputarono a Floreffe in Belgio il 18 agosto 1935.
Furono assegnati due titoli:
- Prova in linea Uomini Dilettanti, gara di 162,000 km
- Prova in linea Uomini Professionisti, gara di 216,000 km

## Storia
Nel 1935 continuò il dominio della selezione belga, che correva in casa su un percorso caratterizzato da numerosi saliscendi e tratti in pavé. Alla selezione italiana, che presentava Learco Guerra come capitano con Giuseppe Olmo e Aldo Bini a suo servizio, si opponeva il Belgio che puntava su Jean Aerts e Gustave Danneels mentre Karel Kaers, non adatto a un percorso simile, non fu nemmeno convocato. Guerra fu in difficoltà fin dall'inizio e si ritirò a metà gara, Olmo, che riuscì a rimanere a ruota del gruppo di testa, cadde sul pavé e si ritirò a sua volta. Aerts si giocò il titolo iridato con lo spagnolo Luciano Montero, riuscendo a batterlo e confermare il titolo vinto l'anno precedente da Kaers. Dei ventisei corridori che presero parte alla prova, la metà la conclusero.
La selezione italiana tornò invece alla vittoria nella prova dilettanti con Ivo Mancini.

## Medagliere
| Pos.   | Nazione   | Oro | Argento | Bronzo | Totale |
| ------ | --------- | --- | ------- | ------ | ------ |
| 1      | Belgio    | 1   | 0       | 1      | 2      |
| 2      | Italia    | 1   | 0       | 0      | 1      |
| 3      | Spagna    | 0   | 1       | 0      | 1      |
| 3      | Francia   | 0   | 1       | 0      | 1      |
| 5      | Danimarca | 0   | 0       | 1      | 1      |
| Totale | Totale    | 2   | 2       | 2      | 6      |

## Sommario degli eventi
| Eventi                 | Oro                | Tempo                      | Argento                    | Tempo   | Bronzo                           | Tempo   |
| Uomini Professionisti  |                    |                            |                            |         |                                  |         |
| Gara in linea dettagli | Jean Aerts Belgio  | 6h05'19" Media 35,460 km/h | Luciano Montero Spagna     | a 2'55" | Gustaaf Danneels Belgio          | a 9'03" |
| Uomini Dilettanti      |                    |                            |                            |         |                                  |         |
| Gara in linea dettagli | Ivo Mancini Italia | 4h37'16" Media 35,056 km/h | Robert Charpentier Francia | a 17"   | Werner Grundahl Hansen Danimarca | s.t.    |